# Gustav Wilhelm Körber
Pour les articles homonymes, voir Körber.
Gustav Wilhelm Körber, né le 10 janvier 1817 à Hirschberg-des-Monts-des-Géants, en province de Silésie) et mort le 27 juillet 1885 à Breslau, est un botaniste et lichénologue prussien.

## Biographie
Körber étudie la botanique à partir de 1835 à Breslau et à partir de 1838 à Berlin, et obtient son doctorat en 1839 (De gonidis lichenum). Il est ensuite professeur d'histoire naturelle au lycée Elisabeth de Breslau à partir de 1842, puis professeur particulier à partir de 1862. En 1873, il devient professeur de botanique à Breslau.
Il s'intéresse aux lichens, principalement de Silésie et d'Europe centrale, mais aussi du reste de l'Europe, du bassin méditerranéen et des régions arctiques. Outre les lichens, il s'est également intéressé aux mousses, par exemple.
Les genres de lichens Koerberia (en) et Koerberiella (en) ont été nommés en son honneur.
En 1851, il devient membre de l'Académie Léopoldine.

## Publications
- Grundriss der Kryptogamenkunde, Breslau, 1848
- Systema lichenum Germaniae: Die Flechten Deutschlands (insbesondere Schlesiens), Breslau, Trewendt et Granier, 1855
- Parerga lichenologica: Ergänzungen zum Systema lichenum Germaniae, Breslau, Trewendt, 1865
- avec Emanuel Weiss : Lichenen aus Istrien, Dalmatien und Albanien, 1867
- Lichenen Spitzbergens und Novaja-Semlja's, auf der Graf Wilczek'schen Expedition, 1872
- avec J. Friedrich Caflisch, Gottfried Deisch: Übersicht über die Flora von Augsburg, Augsburg, 1850